# Cassius (banda)
Cassius foi uma dupla francesa de house music formada em 1988, por Philippe Zdar e Hubert Boombass. 
Ao longo da carreira lançaram cinco álbuns de estúdio, tendo também produzido remixes para vários artistas como Phoenix, Franz Ferdinand, Beastie Boys, Sébastien Tellier, entre outros.
O nome "Cassius" foi escolhido pelos integrantes em homenagem ao boxeador Cassius Clay (Muhammad Ali).

## Carreira
Fundada em Paris pelos produtores Philippe Zdar, e Hubert Blanc-Francard (Boombass), a parceria teve início no final da década de 1980, quando ambos ainda atuavam em produções de estúdio para o rapper senegalês MC Solaar. Na época, como La Funk Mob, começaram a experimentar sons eletrônicos a partir de 1991, tendo Philippe feito uma parceria paralela com Étienne de Crécy no projeto chamado Motorbass, que durou de 1992 a 1997.
Já sob o nome Cassius, gravaram a primeira faixa de estúdio, "Foxxy" em 1996, tendo produzido depois, um remix para "Sexy Boy" do grupo francês AIR.
Em Janeiro de 1999, lançaram seu primeiro álbum de estreia, com o single "Cassius 1999" que alcançou a posição 7 nas paradas de música do Reino Unido, seguido por "Feeling for You", e "La Mouche" que posteriormente receberam videoclipes.
O segundo álbum de Cassius, Au Rêve, de 2002, foi bem recebido pela crítica e incluiu os singles "I'm a Woman", e "The Sound of Violence", com participações de Jocelyn Brown, e Steve Edwards, respectivamente.
Cassius retornou aos estúdios em 2006 com o álbum 15 Again, lançando a faixa "Toop Toop", que foi incluída por David Guetta em sua compilação Fuck Me I'm Famous, do mesmo ano.
Ibifornia, o quarto álbum, foi lançado em 2016 e contou com colaborações dos artistas Cat Power, Mike D (Beastie Boys), Ryan Tedder (OneRepublic) e Pharrell Williams.

## Morte de Philippe e fim do grupo
No dia 19 de Junho de 2019, Philippe Zdar morreu aos 52 anos após cair acidentalmente de um edifício em Paris, exatamente dois dias antes do lançamento de Dreems, quinto álbum de Cassius.
Vários artistas, incluindo integrantes do Daft Punk e The Chemical Brothers, além de Calvin Harris e Mark Ronson, prestaram homenagens ao músico por meio de publicações em suas redes sociais.
No ano seguinte, Hubert Boombass, que seguiu carreira solo após a morte de Philippe, declarou que não continuaria com o Cassius.

## Discografia

#### Álbuns de estúdio
- 1999 (1999)
- Au Rêve (2002)
- 15 Again (2006)
- Ibifornia (2016)
- Dreems (2019)